# Porto di Gedda
Il porto di Gedda, più correttamente porto islamico di Gedda (in arabo ميناء جدة الإسلامي‎?, Mīnāʾ Judda al-islāmī) è un porto commerciale saudita.
Localizzato ad una latitudine di 28° 21' nord ed una longitudine di 39° 10' est nei pressi della città di Gedda, sul mar Rosso, lo scalo si estende per 11,2 km di costa e 10.5 km² di superficie. Si trova in un'eccellente posizione al centro delle rotte internazionali tra l'Europa ed il Vicino Oriente/Asia.
Si tratta della principale struttura portuale dell'Arabia Saudita, che serve anche le città sante della Mecca e Medina e da cui passa il 59% delle importazioni del paese.
Costruito nel 1976, con solo 10 ancoraggi, il porto può ospitare attualmente sino a 58 navi contemporaneamente compresi i moderni portacontainer con una capacità di 6.500 TEU ed un pescaggio massimo di 16 metri.